# 구와타촌
구와타촌(桑田村)은 도쿄부 미나미타마군에 일찍이 존재했던 촌이다. 현재의 히노시의 중부에 위치한다.

## 역사
- 1889년 4월 1일 - 정촌제 시행에 수반해 9촌이 합병해 가나가와현 미나미타마군 구와타촌이 성립하였다.
- 1893년 4월 1일 - 도쿄부로 이관되어 도쿄부 기타타마군 나카토촌, 구와타촌, 미쓰기촌, 기시촌이 되었다.
- 1908년 4월 1일 - 히노정과 합병해 새로운 히노정이 신설되어, 동일 구와타촌이 폐지되었다.

## 교통

### 도로
- 국철 1901년 2월 22일 개업
  - 주오본선